# Aldeia do Mato
Aldeia do Mato è una ex freguesia portoghese, che si trova nel comune di Abrantes nel distretto di Santarém. Nel 2001, la freguesia contava circa 560 abitanti e una superficie di 31,4 km² (una densità inferiore a 18 abitanti per km²) è la freguesia più grande e l'ottava zona e meno popolosa del comune.